# Out There
Mudança de vida ("Out there") é uma série de televisão infanto-juvenil australiana produzida em 2001.
"Mudança de Vida" é uma produção da Blink Films, de Sydney, para a BBC, em parceria com a Sesame Workshop. Criada por Willie Reale e produzida por Michael Bourchier, a série teve apenas duas temporadas, com mais ou menos cerca de 13 episódios de 30 minutos cada. No Brasil, é exibida desde junho de 2006 no canal Boomerang.
Ambientada numa clínica veterinária, em uma área da Austrália rural, é uma série realista, com episódios de meia hora, que acompanha a vida de quatro diferentes jovens e como eles enfrentam os desafios da adolescência.
Os quatro protagonistas são Fiona McDaniel (interpretada por Molly McCaffrey), Miller McKee (Richard Wilson), Aggie Thackery (Jade Ewen) e Tom Butler (Cody Kasch).
E na primeira temporada,um dos protagonistas era Reilly Evans(Douglas Smith).